# Mingin
Mingin är en kommun i Myanmar.   Den ligger i regionen Sagaingregionen, i den nordvästra delen av landet, 400 km norr om huvudstaden Naypyidaw. Antalet invånare är 108 425.